# Pregno
Pregno, frazione di Villa Carcina si trova sulla sponda sinistra del fiume Mella nella bassa val Trompia e conta 143 abitanti.
La Frazione dista, in linea d'aria, 0.79 Km dal Comune di Villa Carcina e 10.36 Km dalla Provincia di Brescia.
Dista 80.71 Km dal Capoluogo di regione (Milano)

## Origine del nome
Secondo alcune ricostruzioni il suo nome significherebbe "casa diroccata".
A Pregno si hanno le prime documentazioni di un insediamento romano in val Trompia, in località Zignone, precedenti sia alla villa ritrovata nella frazione Cogozzo che all'acquedotto che passava appunto da Pregno, e che tuttora è visibile sia qui che in frazione Costorio a Concesio (a fianco della strada statale triumplina). Quest'opera portava l'acqua potabile da Gazzolo di Lumezzane alla città di Brescia.

## Storia
La tradizione vuole che fosse chiamato "Condotto del Diavolo" ed in un antico documento del 1300 veniva denominato "Cuniculum Priegni".
Secondo episodi leggendari, raccolti nella "PASSIO", composta nell'VIII secolo da un certo prete Giovanni di Milano su richiesta del duca longobardo di Brescia (forse lo stesso Re Desiderio), i Santi Faustino e Giovita nacquero in Zignone, località di Pregno, come accennato anche nella leggenda di Santa Cecilia 
Il primo maggio 1527 e nel 1850 una grande alluvione del Mella colpisce la Valtrompia e fa crollare il ponte di Pregno.
Fu però nel 1882 che si verificò l’evento più catastrofico per il paese: L'abitato di  Pregno venne infatti invas0 dalle acque del Mella e il ponte di Pregno venne addirittura travolto e distrutto.
L'economia è ancora prevalentemente industriale.

## Infrastrutture e trasporti
Fra il 1882 e il 1954 Pregno ospitò un'importante stazione della tranvia della Val Trompia.